# لاسلو غيرغلي
لاسلو غيرغلي (بالمجرية: Gergely László)‏ هو لاعب هوكي الجليد مجري، ولد في 20 يناير 1916 في بودابست في المجر، وتوفي في 1946.

## وصلات خارجية
- لاسلو غيرغلي على موقع EliteProspects.com (الإنجليزية)
- لاسلو غيرغلي على موقع أوليمبيديا (الإنجليزية)
- لاسلو غيرغلي على موقع اللجنة الأولمبية المجرية (الهنغارية)